# Christabel Marshall
Christabel Gertrude Marshall, también conocida como Christopher Marie St John, (Exeter, 24 de octubre de 1871 – Tenterden, 20 de octubre de 1960) fue una activista británica por el sufragio femenino, dramaturga y escritora. Marshall vivió en un ménage à trois con la artista Clare Atwood y la actriz, directora de teatro, productora y diseñadora de vestuario Edith Craig desde 1916 hasta la muerte de Craig en 1947.

## Biografía
Nacida en Exeter, fue la menor de nueve hijos de Emma Marshall, de soltera Martin (1828-1899), novelista, y de Hugh Graham Marshall (c.1825-1899), gerente del West of England Bank. Ella cambió su nombre en su conversión al catolicismo en edad adulta. Marshall, que se graduó en Historia Moderna en Somerville College, Oxford, se convirtió en secretaria de Mrs. Humphry Ward, Lady Randolph Churchill y, ocasionalmente, de su hijo Winston Churchill.
Para perseguir su objetivo de convertirse en dramaturga, Marshall subió al escenario durante tres años para aprender arte escénico, y ocasionalmente actuó como secretaria de Ellen Terry. Vivió con la hija de Terry, Edith Craig, desde 1899 hasta la muerte de Craig en 1947. Vivieron juntas en Smith Square y luego en el 31 de Bedford Street, Covent Garden y en Priest's House, Tenterden, Kent. Su relación se tensó temporalmente cuando Craig recibió y aceptó una propuesta de matrimonio del compositor Martin Shaw en 1903, y Marshall intentó suicidarse. En 1916, Marshall y Craig se unieron a la artista Clare 'Tony' Atwood, viviendo en un ménage à trois hasta que Craig murió en 1947, según Michael Holroyd en su libro A Strange Eventful History. En 1900, Marshall publicó su primera novela, The Crimson Weed, que toma su título de una transformación del símbolo tradicional de la rosa roja. Feminista, en 1909 se unió a la Unión Social y Política de Mujeres (WSPU por sus siglas en inglés), habiendo trabajado anteriormente para la Women Writers' Suffrage League y la Liga Sufragista de Actrices.
En 1909, Marshall convirtió el cuento de Cicely Hamilton How The Vote Was Won (Cómo se ganó el voto) en una obra que se hizo popular entre los grupos de sufragio femenino en todo el Reino Unido. También en 1909, Marshall se unió a una delegación de la WSPU en la Cámara de los Comunes del Reino Unido, contribuyendo con un artículo, Why I Went on the Deputation (Por qué fui a la delegación) a la revista Votes for Women en julio de 1909. En noviembre de 1909, Marshall apareció como la mujer soldado Hannah Snell en Pageant of Great Women de Cicely Hamilton, dirigida por Edith Craig. Con Hamilton también escribió The Pot and the Kettle (1909), y con Charles Thruby, The Coronation (1912). En mayo de 1911, su obra The First Actress fue una de las tres obras de la primera producción de la sociedad teatral de Craig, The Pioneer Players. Las obras de Marshall Macrena y On the East Side fueron producidas por los Pioneer Players, así como su traducción (con Marie Potapenko) de The Theatre of the Soul de Nikolai Evreinov.
Marshall se convirtió al catolicismo en 1912 y tomó el nombre de St. John/ San Juan. Ella, Edith Craig y Clare Atwood eran amigas de muchos artistas y escritores, incluida la novelista lesbiana Radclyffe Hall, que vivía cerca de Rye. Como Christopher St John en 1915, publicó su novela autobiográfica Hungerheart, que había comenzado en 1899, y que basaba en su relación con Edith Craig y su propia participación en el movimiento por el sufragio femenino. St John fue contratado por Ellen Terry para ayudar en varias publicaciones. Después de la muerte de Terry en 1928, St John publicó Shaw -Terry Correspondence (1931) y Terry's Four Lectures on Shakespeare (1932). St John y Craig revisaron y editaron Terry's Memoirs (1933). Después de la muerte de Edith Craig en 1947, St John y Atwood ayudaron a mantener en funcionamiento el Museo Conmemorativo de Ellen Terry. Algunos de los documentos de St John han sobrevivido en el Archivo Ellen Terry y Edith Craig del National Trust.
Marshall murió de neumonía relacionada con una enfermedad cardíaca en Tenterden en 1960. Marshall y Atwood están enterradas una junto a la otra en la iglesia de San Juan Bautista, Small Hythe. Se suponía que las cenizas de Craig también serían enterradas allí, pero en el momento de la muerte de Marshall y Atwood, las cenizas se perdieron y en su lugar se colocó un monumento en el cementerio.